# 東京国際大学体育会サッカー部
東京国際大学体育会サッカー部（とうきょうこくさいだいがく たいいくかいサッカーぶ）は、埼玉県坂戸市にある東京国際大学のサッカークラブである。

## 概要・歴史
創部は2008年 であり、元サッカー日本代表の前田秀樹が監督に就任した。
2009年、埼玉県大学サッカーリーグ2部で優勝して、県大学リーグ1部へ昇格した。
2010年、埼玉県サッカー選手権大会で初優勝し、天皇杯全日本サッカー選手権大会に初めて出場。本戦1回戦でJFL・栃木ウーヴァFCに勝利して天皇杯初勝利も挙げた。なお、2回戦は浦和レッドダイヤモンズに0-7で敗れた。
2013年、関東大学サッカーリーグ戦2部に昇格すると共に初優勝。また、総理大臣杯全日本大学サッカートーナメントにも初めて出場した。
2014年、関東大学リーグ1部に初めて昇格したがリーグ戦は最下位に終わり、1年で関東大学リーグ2部に降格した。

## 戦績
| 年度 | 所属    | 順位 | 勝点 | 試合 | 勝 | 分 | 敗 | 得点 | 失点 | 得失 | アミノ杯   | 総理大臣杯 | 大学選手権 | 監督     |
| 2012 | 埼玉1部 | 優勝 | 35   | 14   | 11 | 2  | 1  | 46   | 7    | 39   | 二回戦敗退 | -          | -          | 前田秀樹 |
| 2013 | 関東2部 | 優勝 | 45   | 22   | 13 | 6  | 3  | 48   | 22   | 26   | 6位        | 二回戦敗退 | -          | 前田秀樹 |
| 2014 | 関東1部 | 12位 | 13   | 22   | 2  | 7  | 13 | 18   | 39   | -21  | 二回戦敗退 | -          | -          | 前田秀樹 |
| 2015 | 関東2部 | 10位 | 22   | 22   | 6  | 4  | 12 | 21   | 31   | -10  | 一回戦敗退 | -          | -          | 前田秀樹 |
| 2016 | 関東2部 | 優勝 | 49   | 22   | 14 | 7  | 1  | 47   | 20   | 27   | 一回戦敗退 | -          | -          | 前田秀樹 |
| 2017 | 関東1部 | 6位  | 31   | 22   | 9  | 4  | 9  | 30   | 33   | -3   | 二回戦敗退 | -          | ベスト4    | 前田秀樹 |
| 2018 | 関東1部 | 11位 | 18   | 22   | 4  | 6  | 12 | 25   | 46   | -21  | 一回戦敗退 | -          | -          | 前田秀樹 |
| 2019 | 関東2部 | 7位  | 28   | 22   | 7  | 7  | 8  | 34   | 35   | -1   | 一回戦敗退 | -          | -          | 前田秀樹 |
| 2020 | 関東2部 | 9位  | 23   | 22   | 6  | 5  | 11 | 36   | 42   | -6   | 一回戦敗退 | -          | -          | 前田秀樹 |
| 2021 | 関東2部 | 優勝 | 47   | 22   | 14 | 5  | 3  | 40   | 15   | 25   | 一回戦敗退 | -          | -          | 前田秀樹 |

## グラウンド
東京国際大学の総合グラウンドサッカー場などを使用している。その内の総合グラウンドサッカー場および2009年7月に完成した坂戸キャンパス第2サッカー場&フットサルコートは日本サッカー協会公認施設となっている。

## その他の関連チーム
大学連盟加盟
- インディペンデンス・リーグ 東京国際大学U19、東京国際大学U-22Bなど6チーム。

社会人連盟加盟
- 関東社会人サッカーリーグ1部：東京国際大学FC（旧：FC TIU）
- 埼玉県社会人サッカーリーグ1部：Tokyo International University（旧：FCドルフィンズ）、ドリームス
- 埼玉県社会人サッカーリーグ2部：東京国際大学Happiness、ドルフィンズSC

なお、東京国際大学FCは2014年の関東社会人サッカー大会で準優勝して、2015年より関東サッカーリーグに所属している。
また、体育会女子サッカー部が2011年に創部され、トップチームは関東大学女子サッカーリーグおよび関東女子サッカーリーグに所属している。なお、元サッカー日本女子代表の大竹七未が総監督を務めている。

## 主な出身選手
- 此村大毅（2009年中退）
- 富居大樹（2011年度卒）
- 森永玲央（2012年度卒）
- 阿部正紀（2013年度卒）
- 島貫純（2013年度卒）
- 川島將（2013年度卒）
- 今野太祐（2014年度卒）
- 才藤龍治（2014年度卒）
- 福島遼（2015年度卒）
- 楠本卓海（2017年度卒）
- 古川雅人（2017年度卒）
- 古島圭人（2017年度卒）
- 進昂平（2017年度卒）
- 川上翔平（2017年度卒）
- 安東輝（2017年度卒）
- 音泉翔眞（2018年度卒）
- 町田ブライト（2018年度卒）
- 上野賢人（2019年度卒）
- 宇高魁人（2020年度卒）
- 佐川洸介（2022年度卒）
- 山原康太郎（2022年度卒）